# Claire Yiu
Claire Yiu (10 augustus 1978) is een Hongkongse TVB actrice. Ze won in 1998 de tweede prijs bij de HKATV Miss Asia Pageant. Na twee series te hebben gemaakt bij HKATV, stapte over naar de concurrent TVB en maakte zichzelf bekend door rollen in de series To Grow With Love en Steps.

## Filmografie

### HKATV-series
- Hoi Tuen Tau Yim Ko 海瑞鬥嚴嵩 (1998)
- Ten Tigers of Guangdong (1998)

### TVBseries
- In the Realm Of Success (2001)
- The White Flame (2002)
- Life Begins At Forty (2003)
- Virtues of Harmony II (2003)
- Back To Square One (2003)
- Angels of Mission (2004)
- To Catch The Uncatchable (2004)
- Dreams Of Colours (2004)
- Split Second (2004)
- Healing Hands III (2005)
- Under The Canopy Of Love (2006)
- To Grow with Love (2006)
- Land of Wealth (2006)
- Steps (2007)
- Speech of Silence (2008)
- Moonlight Resonance (2008)

- Library of Congress Control Number: no2011142943
- Virtual International Authority File: 187099431
- WorldCat: E39PBJvmJvyWMyJxQtTBTCXDbd